# Szepessy Péter
Négyesi Szepessy Péter (Kazsó, Zemplén vármegye, 1819. december 26. – Miskolc, 1872. augusztus 22.), országgyűlési képviselő, 1848-as honvéd hadnagy, Zemplén megyei szolgabíró, földbirtokos.

## Családja és származása

A négyesi Szepessy család címere (a Siebmacher féle könyvből)

A régi nemesi négyesi Szepessy család sarja. Apja négyesi Szepessy Károly (1801–1851), a Stipsits-huszárezred hadnagya, az 1805. évben Borsod vármegye nemes lovas fölkelő századában főhadnagy, földbirtokos, anyja bernátfalvi Bernáth Ágnes. Az apai nagyszülei négyesi Szepessy Mátyás (1775–1816), földbirtokos és Bárczay Julianna voltak.

## Élete
A középiskolai tanulmányok után jogot végzett. 1843-ban Zemplén vármegye szolgabírája volt. A szabadságharc kitörése után 1848. szeptember 12-én a Zemplén megyei önkéntes nemzetőrzászlóalj hadnagya. Részt vett a Jellacic elleni harcokban. 1849. februárjában alakulatával hazatért. 1849. május 15-én ismét Zemplén megye szolgabírája a szabadságharc végéig. 1861-ben országgyűlési képviselővé választották. A provizórium bevezetésekor visszavonul birtokára (Hoportiba).

## Házassága és leszármazottjai
Feleségül vette a nemesi származású sisári Sissáry Jolán (1833–Feketegyörös, 1893. december 16.) kisasszonyt, akinek a szülei sisári Sissáry Lajos, földbirtokos és körösladányi Nadányi Borbála (1804–1876) voltak. Szepessy Péter és Sissáry Jolán frigyéből született:
- Szepessy Zsigmond (Hoporty, 1858. január 1.–Gibárt, 1907. szeptember 12.), földbirtokos.[5][6] Neje: csáti Gábriel Zsuzsanna (Gibárt, 1862. augusztus 4.–Gibárt, 1937. december 11.).[7][8][9]
- Szepessy Péter (Hoporty, 1859. szeptember 24.–Miskolc, 1898. január 7.), cs. és kir. huszárkapitány.[10][11] bábai Bay Sarolta (Miskolc, 1873. augusztus 31.–Budapest, 1940. június 17.).[12]
- Szepessy István (Hoporty, 1862. december 18.–Miskolc, 1900. március 11.), földbirtokos.[13][14] Neje: négesi Szepessy Lenke (Miskolc, 1874. március 2.–Miskolc, 1916. július 28.).[15]
- Szepessy Kálmán (Hoporty, 1864. október 13.– Korlát, 1922. augusztus 6.), császári és királyi kamarás, magyar királyi honvéd ezredes, a Ferenc József rend lovagja.[16][17] Neje: deteki és tengerfalvi Meczner Anna.
- Szepessy Jolán (Miskolc, 1869. július 22.).[18] Férje: körösladányi Nadányi Károly.